# 毛尖镇
毛尖镇，是中华人民共和国贵州省黔南布依族苗族自治州都匀市下辖的一个乡镇级行政单位。
2014年4月14日，贵州省人民政府批复同意都匀市部分乡镇行政区划调整，以原江洲镇、摆忙乡地域为新设置的毛尖镇行政区域，镇人民政府驻江洲村。

## 行政区划
毛尖镇下辖以下地区：
江洲村、凌湾村、江边村、富溪村、摆桑村、摆忙村、坪阳村、双堡村和双新村。